# Glória (Bahía)
Glória es un municipio brasileño del estado* de Bahía. Es considerado el municipio más seco del Brasil. Está en el límite con el estado de Pernambuco y Alagoas.
Originalmente, el municipio se llamaba Santo Antônio de Glória, creado el 1 de mayo de 1886, por la Ley Provincial nº 2.553. En 1931 el municipio pasó a ser nombrado como Glória, por fuerza de los decretos estatales de números 7.455 del 23 de junio y 7.479 del 8 de julio de 1931 (IBGE/2009).

## Turismo
Principais Atrativos
- Playa Canto de las Aguas (Prainha de Glória).
- Playa del Bode Assado.
- Sierra del Retiro.
- Trilha de la Sierra del Retiro.